# 13211 Stucky
13211 Stucky este un asteroid din centura principală de asteroizi.

## Descriere
13211 Stucky este un asteroid din centura principală de asteroizi. A fost descoperit pe 3 mai 1997 la Kitt Peak National Observatory în cadrul proiectului Spacewatch. El prezintă o orbită caracterizată de o semiaxă mare de 2,88 ua, o excentricitate de 0,15 și o înclinație de 5,4° în raport cu ecliptica.